# 氰化鋰
氰化鋰是氰化物的一種，為白色結晶粉末或塊狀固体，毒性極強，化学式为LiCN。
由於氰化鋰產生的鋰離子 和氰基離子都有毒，所以毒性比氰化鈉更強。它吸湿而带有苦杏仁味，能否嗅出与个人的基因有关。
氰化鋰强烈水解生成氰化氢，水溶液呈强碱性。可用于电镀、制造农药及有机合成用途，但使用頻率低於氰化钠。泄露至自然界中的氰化鋰会对生物造成严重损害，人吞食0.1g氰化鋰不到一分钟内失去知觉，毒理参见氰化物中毒、氰化钠。

## 制備
氰化氢和氫氧化鋰發生酸鹼中和並產生氰化鋰和水：
HCN  +  LiOH   →   LiCN  +  H2O
氨基鋰和碳反應也能制得：
LiNH2  +  C   →   LiCN  +  H2